# Paul Hirsch
Paul Hirsch (17. november 1868 i Prenzlau, Uckermark – 1. august 1940 i Berlin) var en tysk politiker (SPD) som var ministerpræsident i Fristaten Preussen fra 1918 til 1920.
Paul Hirsch var medlem af SPD og blev i 1899 valgt som borgmester i Charlottenburg. Fra 1908 var han et af de første socialdemokratiske medlemmer af deputerkammeret (Preußisches Abgeordnetenhaus) i Preußischer Landtag, hvor han var leder af SPD's gruppe.
Under Den tyske revolution i 1918-19 blev Hirsch og USPD-politikeren Heinrich Ströbel formand for den provisoriske regering (Arbejder- og soldaterråd) i den prøjsiske fristat, hvor han også var indenrigsminister. Den 4. januar 1919 afskedigede Hirsch politichefen, USPD-politikeren Emil Eichhorn. Det udløste Spartakistoprøret.
Hirsch frstrådte sin stilling efter Kappkuppet, men forblev medlem af den prøjsiske landdag til 1932. Han var fra april 1921 til november 1925 byrådsmedlem og viceborgmester i Charlottenburg. Herefter blev han  viceborgmester i Dortmund. Nogle angiver, at Hirsch blev tvunget til at fratræde i 1933 i begyndelsen af nazitiden på grund af hans jødiske oprindelse, men lokale kilder angiver, at han allerede havde opgivet sin stilling i 1932 af helbredsmæssige årsager. Antisemitiske angreb på ham kan også have spillet en rolle.
Paul Hirsch flyttede tilbage til Berlin med sin familie og blev tilknyttet det jødiske samfund i Berlin, som han var udtrådt af i 1918. Fra maj 1934 udbetalte den nationalsocialistiske stat ikke længere pensionsydelser. Hirschs to døtre emigrerede fra Tyskland i 1936 og 1939, men Hirsch og hans hustru blev i Berlin, hvor de blev tvunget til at flytte til et hus, der kun var beboet af jøder. Paul Hirsch døde den 1. august 1940 af alderdom og underernæring. Han blev begravet på den jødiske kirkegård i Berlin-Weißensee . Hans kone, Lucie Hirsch (født Jacoby), begik selvmord et år senere for at undgå deportation til en koncentrationslejr.